# Teton River (Henrys Fork)
Der Teton River ist ein 132 km langer linker Nebenfluss des Henrys Fork im Osten des US-Bundesstaates Idaho.
Der Teton River entsteht am Westhang der Teton Range nahe Victor am Zusammenfluss seiner Quellbäche Warm Creek und Drake Creek. Er fließt anfangs 40 Kilometer nach Norden, bevor er sich nach Westen wendet. Der Teton River schneidet sich dabei in das Hochland. 12 km ostsüdöstlich von St. Anthony wurde zwischen 1972 und 1975 am Teton River der Teton-Staudamm errichtet. Am 5. Juni 1976 kam es zu einem Dammbruch. Dabei wurde die stromabwärts gelegene Stadt Rexburg verwüstet. Der Damm wurde nicht mehr erneuert und dient heute als Gedenkstätte.
Nördlich der Ortschaft Teton spaltet sich der Fluss in zwei Arme auf. Der nördliche Arm (Teton River oder North Fork Teton River) fließt nördlich an Sugar City vorbei und mündet in den Henrys Fork. Der südliche Flussarm (South Fork Teton River) verläuft entlang dem Nordrand der Stadt Rexburg und mündet ebenfalls in den Henrys Fork.